# Иновец
Иновец (на словашки: Inovec) е връх на Иновецке Гори, в дял на Карпатите в Западна Словакия.
Надморската му височина е 1041, 6 m.